# Friedrich von Lingelsheim
Friedrich von Lingelsheim (* 13. November 1755 in Hungen in der Wetterau; † 17. Januar 1835 in Berlin) war preußischer Generalmajor und zuletzt Chef der Berliner Kadettenanstalt. Es gelang ihm diese während der Napoleonischen Zeit von 1806 bis 1815 zu erhalten.

## Leben

### Herkunft
Seine Eltern waren der holländische Oberst L. F. von Lingelsheim und dessen Ehefrau der Gräfin Elisabeth Friederike von Solms-Laubach (* 10. September 1725; † 16. September 1758), eine Tochter des Grafen Carl Otto Graf zu Solms-Upthe, (1673–1743) und der Gräfin Luise Albertine von Schönburg-Glauchau (1686–1740).

### Militärlaufbahn
Er kam am 1. Juni als Kadett nach Berlin, am 7. Februar 1773 kam er dann als Gefreitenkorporal in die Garde. Dort wurde er am 2. Dezember 1773 Fähnrich und nahm auch am Bayerischen Erbfolgekrieg teil. Am 6. August 1779 wurde er Seconde-Lieutenant, am 22. März 1787 Premier-Lieutenant und am 22. Februar 1790 Hauptmann und Kompaniechef im Kadettenhaus in Berlin. Am 12. Oktober 1793 wurde er zum Major befördert und am 7. März 1798 zum Kommandeur des Kadettenhauses ernannt. Für seine Verdienste erhielt er am 18. März 1799 bei Kadettenexamen vom König Friedrich Wilhelm III.  den Pour le Mérite. Am 4. Juni 1803 stieg er zum Oberstleutnant auf, dazu erhielt er am 6. Mai 1804 eine Geschenk von 600 Talern. Am 5. Juni 1805 wurde er zum Oberst befördert. Da der General Ernst von Rüchel nach Ostpreußen kommandiert wurde, bekam er am 1. Oktober 1805 die Aufsicht über das Kadettenkorps in Berlin und Potsdam. Am 1. April wurde er dann Chef sämtlicher Kadettenanstalten. Am 4. Januar 1807 erhielt er zwar seine Demission, aber am 4. Januar 1807 wurde er zum Chef der Berliner Kadettenanstalt bestellt. Dazu wurde er am 1. November 1810 zum Generalmajor mit Patent zum 4. November 1811 ernannt. Am 12. September 1817 wurde er als Generalleutnant mit 3000 Talern Pension verabschiedet. Er starb unverheiratet am 13. Januar 1835 in Berlin und wurde er am 17. Januar 1835 auf den Garnisonfriedhof beigesetzt.
Er gründete auch eine Stiftung, deren Erträge alljährlich zur Ausrüstung von Kadetten verwendet werden sollten.